# Jack McBain
Jack McBain (* 6. Januar 2000 in Toronto, Ontario) ist ein kanadischer Eishockeyspieler, der seit Juni 2024 bei den Utah Mammoth in der National Hockey League unter Vertrag steht. Mit der kanadischen Nationalmannschaft gewann der Center die Goldmedaille bei der Weltmeisterschaft 2023.

## Karriere
Jack McBain wurde in Toronto geboren und spielte dort in seiner Jugend für die prestigeträchtige Nachwuchsorganisation der Don Mills Flyers. Obwohl er in der Priority Selection der ranghöheren Ontario Hockey League (OHL) an 20. Position von den Barrie Colts ausgewählt wurde, lief er in der Folge zwei Jahre für die Toronto Junior Canadiens in der Ontario Junior Hockey League (OJHL) auf. Dort verzeichnete er in der Saison 2017/18 in 48 Spielen 58 Scorerpunkte, bevor er anschließend im NHL Entry Draft 2018 an 63. Stelle von den Minnesota Wild berücksichtigt wurde. Vorerst schrieb sich der Angreifer jedoch am Boston College ein, sodass er fortan mit den „Eagles“ in der Hockey East auflief, einer Liga im Spielbetrieb der National Collegiate Athletic Association (NCAA). Dort steigerte er seine persönliche Offensivstatistik von Jahr zu Jahr bis auf 33 Punkte aus 24 Partien in der Spielzeit 2021/22, an deren Ende man ihn ins Second All-Star Team der Hockey East berief.
Im März 2022 gaben die Minnesota Wild die Rechte an ihm im Tausch für ein Zweitrunden-Wahlrecht im NHL Entry Draft 2022 an die Arizona Coyotes ab, die ihn tags darauf mit einem Einstiegsvertrag ausstatteten. Im April 2022 gab er dann sein Debüt für die Coyotes in der National Hockey League (NHL), in deren Kader er sich im weiteren Verlauf prompt etablierte. Seine erste komplette NHL-Saison 2022/23 beendete der Center mit 26 Punkten aus 82 Partien.
Mit den Coyotes vollzog er nach der Saison 2023/24 den Umzug nach Salt Lake City, wo er fortan für den Utah Hockey Club aktiv ist. Dieser trägt seit Mai 2025 den Namen Utah Mammoth.

### International
Im internationalen Bereich debütierte McBain im Rahmen der World U-17 Hockey Challenge 2016 und gewann dort mit dem Team Canada Black die Silbermedaille. Im U18-Bereich folgte eine Goldmedaille beim Ivan Hlinka Memorial Tournament 2017 sowie ein fünfter Platz bei der U18-Weltmeisterschaft 2018. Auf U20-Ebene blieb der Angreifer ohne Berücksichtigung, ehe er sein Heimatland mit der A-Nationalmannschaft bei den Olympischen Winterspielen 2022 vertrat und dort mit dem Team den fünften Platz belegte. Im Folgejahr gewann er mit den „Ahornblättern“ die Goldmedaille bei der Weltmeisterschaft 2023, ehe im Jahr 2024 eine erneute WM-Teilnahme erfolgte.

## Erfolge und Auszeichnungen
- 2022 Hockey East Second All-Star Team

### International
- 2016 Silbermedaille bei der World U-17 Hockey Challenge
- 2017 Goldmedaille beim Ivan Hlinka Memorial Tournament
- 2023 Goldmedaille bei der Weltmeisterschaft

## Karrierestatistik
Stand: Ende der Saison 2024/25

### International
Vertrat Kanada bei:
| - World U-17 Hockey Challenge 2016 - Ivan Hlinka Memorial Tournament 2017 - U18-Weltmeisterschaft 2018 | - Olympischen Winterspielen 2022 - Weltmeisterschaft 2023 - Weltmeisterschaft 2024 |

(Legende zur Spielerstatistik: Sp oder GP = absolvierte Spiele; T oder G = erzielte Tore; V oder A = erzielte Assists; Pkt oder Pts = erzielte Scorerpunkte; SM oder PIM = erhaltene Strafminuten; +/− = Plus/Minus-Bilanz; PP = erzielte Überzahltore; SH = erzielte Unterzahltore; GW = erzielte Siegtore; 1 Play-downs/Relegation; Kursiv: Statistik nicht vollständig)

## Familie
Sein Vater Andrew McBain war ebenfalls Eishockeyspieler und bestritt über 600 NHL-Partien.